# Sin City: Miasto grzechu
Sin City: Miasto grzechu (ang. Sin City) – amerykański film kryminalny z 2005 roku, utrzymany w estetyce neo-noir, w reżyserii Roberta Rodrigueza i Franka Millera na podstawie powieści graficznych tego ostatniego.

## Fabuła
Na film składają się trzy opowieści zaczerpnięte z powieści Millera. W Długim pożegnaniu (The Hard Goodbye) uliczny bandyta Marv (Mickey Rourke) desperacko poszukuje zabójcy prostytutki Goldie (Jaime King), docierając do najmroczniejszych krańców miasta. W Krwawej jatce (The Big Fat Kill) Dwight McCarthy (Clive Owen) sprzymierza się z bojówką obronną złożoną z kobiet pod przywództwem Gail (Rosario Dawson), które walczą ze skorumpowanymi policjantami, w tym ze szczególnie okrutnym Jackiem Boyem (Benicio del Toro). W segmencie Ten Żółty Drań (That Yellow Bastard) widz śledzi losy striptizerki Nancy (Jessica Alba), uratowanej niegdyś przed śmiercią przez detektywa Hartigana (Bruce Willis), który po latach próbuje ją ocalić przed pedofilem, a jednocześnie najbardziej wpływowym człowiekiem w mieście – Roarkiem (Powers Boothe) i jego synem (Nick Stahl).

## Obsada

### Klient ma zawsze rację
- Josh Hartnett – Zabójca
- Marley Shelton – Kobieta w Czerwonej Sukni

### Długie pożegnanie
- Mickey Rourke – Marv
- Jaime King – Goldie/Wendy
- Carla Gugino – Lucille
- Elijah Wood – Kevin
- Rutger Hauer – Kardynał Patrick Henry Roark
- Jason Douglas – Płatny zabójca
- Frank Miller – Ksiądz

### Krwawa jatka
- Clive Owen – Dwight McCarthy
- Benicio del Toro – Jack „Jackie Boy” Rafferty
- Rosario Dawson – Gail
- Michael Clarke Duncan – Manute
- Alexis Bledel – Becky
- Devon Aoki – Miho
- Brittany Murphy – Shellie
- Patricia Vonne – Dallas
- Tommy Flanagan – Brian
- Nicky Katt – Stuka (epizod)

### Ten Żółty Drań
- Bruce Willis – John Hartigan
- Jessica Alba – Nancy Callahan
- Nick Stahl – Roark Junior / Żółty Drań
- Powers Boothe – Senator Roark
- Michael Madsen – Bob
- Makenzie Vega – Młoda Nancy Callahan
- Jude Ciccolella – Liebowitz
- Rick Gomez – Klump
- Nick Offerman – Shlubb
- Mickey Rourke – Marv (epizod)
- Elijah Wood – Kevin (epizod)
- Carla Gugino Lucille (Tylko wydanie specjalne)

## Odbiór
Sin City zasłynęło przede wszystkim stylizowaną oprawą graficzną, której kadry zostały bezpośrednio wyjęte z komiksów Millera. Swój udział w produkcji filmu miał Quentin Tarantino, który nakręcił jedną krótką scenę z utworu. Film Rodrigueza i Millera odniósł sukces artystyczny, zdobywając główną nagrodę techniczną za oprawę wizualną na Festiwalu Filmowym w Cannes oraz ósme miejsce w plebiscycie czasopisma „Cahiers du cinéma” za rok 2005. Miał również powodzenie w kinach, przy budżecie 40 milionów dolarów uzyskując przychody z dystrybucji kinowej w wysokości około 160 milionów dolarów. W 2014 roku Rodriguez i Miller nakręcili kolejny film osadzony w świecie komiksów Millera, Sin City 2: Damulka warta grzechu.
Jerzy Rzymowski zrecenzował film (w wersji DVD) dla Nowej Fantastyki (2006/12), oceniając go bardzo pozytywnie na 6 (w skali 1-6), jako "lekturę obowiązkową dla każdego szanującego się fana komiksu i kina".